# Thammy Miranda
Thammy Brito de Miranda Silva (São Paulo, 3 de setembro de 1982) é um político brasileiro, filiado ao Partido Social Democrático (PSD). Já trabalhou como ator e repórter. Iniciou sua carreira como dançarino, cantor e modelo. É filho da cantora Gretchen e sobrinho da cantora Sula Miranda.

## Carreira
Thammy lançou seu CD intitulado Lindo Anjo em 2001, pela gravadora MCK. Obteve sucesso com as músicas "Fala Pra Ele" (que chegou a ser gravada por sua mãe no mesmo ano) e com a regravação da música "Mordida de Amor" da Banda Yahoo. Teve êxito também com a música de sua própria autoria chamada "Vivendo Assim" e com "Vai" (composição de sua tia). Antes de se assumir transexual, ainda se apresentando socialmente como mulher, era dançarino nas apresentações da mãe e posou nu para a revista Sexy.
Entre 2007 e 2008 atuou em três filmes pornográficos: Sádica, Thammy & Cia e A Stripper dos Seus Sonhos.
Em 2012, Thammy esteve na novela Salve Jorge de Glória Perez. Em 2013 fez um teste e foi contratado para ser repórter do programa Famoso Quem? do SBT.
Em 2016, foi convidado pela autora Glória Perez, a integrar o elenco da telenovela A Força do Querer, na Rede Globo, mas recusou por conta de sua campanha política para vereador. Em maio de 2017, estreou no teatro com a peça T.R.A.N.S.: Terapia de Relacionamentos Amorosos Neuróticos Sexuais, que acabou cancelada em junho, após divergências com o diretor Carlos Verahnnay.
Em 2018, foi indicado pela revista Isto É Gente ao prêmio de "Homem Mais Sexy do Ano".

## Política
Concorreu a uma vaga de vereador nas eleições municipais de São Paulo em 2016 pelo Partido Progressista (PP). Obteve 12.408 votos, sendo o segundo candidato mais votado de seu partido, porém não conseguiu se eleger. Em fevereiro de 2019, assumiria a vaga de vereador em São Paulo com a ida de Conte Lopes para a Assembleia Legislativa, mas uma decisão do Tribunal Superior Eleitoral impossibilitou a assunção. Na eleição municipal de São Paulo em 2020, foi eleito vereador com 43.321 votos, sendo assim o primeiro homem transexual a ser eleito para a Câmara Municipal de São Paulo.
Embora tenha assinado a CPI das ONGs do Centro, Padre Júlio Lancellotti solidarizou-se perante Thammy em reunião transmitida ao vivo. Após isso, Thammy anunciou retirar seu apoio à CPF, alegando adicionalmente ter sido vítima de notícias falsas. Em 6 de outubro de 2024, Thammy foi reeleito vereador de São Paulo com 50 mil votos.

## Vida pessoal
Após se assumir lésbica em 2006, Thammy cortou seus então longos cabelos e passou a usar roupas masculinas. Em declaração, sua mãe afirmou que, desde pequeno, Thammy tinha preferências por roupas masculinas, detestava bonecas e saias. Sobre sua orientação sexual, Thammy afirmou:
| “ | Não é uma opção. Acho que quem é gay nasce assim, eu nasci assim. Somos criados aprendendo que o certo é menino com menina. É difícil mudar isso. | ” |

No fim de 2014, Thammy assumiu publicamente sua identidade de gênero: É, na verdade, um homem transexual. Neste mesmo ano começou a fazer terapia hormonal para realizar a transição de gênero, para obter uma aparência masculina. Em dezembro de 2014, submeteu-se a cirurgia de redesignação sexual, e retirou seus seios. Posteriormente, deu entrada na justiça para realizar a retificação do nome civil e sexo em seus documentos, conseguindo êxito.
Thammy manteve vários relacionamentos. Em 2006, logo após assumir sua orientação sexual, na época como lésbica, namorou com a modelo Patricia Ferreira Jorge, a qual foi apresentada no programa Boa Noite Brasil do dia 5 de outubro de 2006 e no ano seguinte com a atriz pornográfica Júlia Paes. Entre março de junho deste mesmo ano com Jeniffer Ferracini. Em 3 de setembro de 2010, ocasião de seu aniversário, Thammy se casou em uma íntima cerimônia com Janaína Cinci, da qual se separou três meses depois. Em dezembro de 2013, assumiu um namoro com a modelo Andressa Ferreira, casando-se com ela em 16 de março de 2018.
Após fertilização in vitro, sua esposa Andressa ficou grávida. Ela foi inseminada com seu próprio óvulo e com espermatozoide de doador anônimo. O menino, Bento Ferreira de Miranda, nasceu de parto cesariana, em Miami, no dia 8 de janeiro de 2020.
Em agosto de 2020, Thammy anunciou por redes sociais que abriu um processo judicial contra o pastor Silas Malafaia, acusando-o de transfobia, após este posicionar-se contrário à campanha do ator de Dia dos Pais à empresa de cosméticos Natura, pedindo que os consumidores não comprem mais os produtos da organização.

## Desempenho eleitoral
| Ano  | Eleição                | Partido | Cargo    | Votos  | %     | Resultado | Ref    |
| ---- | ---------------------- | ------- | -------- | ------ | ----- | --------- | ------ |
| 2016 | Municipal de São Paulo | PP      | Vereador | 12.408 | 0,23% | Suplente  | [ 34 ] |
| 2020 | Municipal de São Paulo | PL      | Vereador | 43.321 | 0,85% | Eleito    | [ 35 ] |
| 2024 | Municipal de São Paulo | PSD     | Vereador | 50.234 | 0,87% | Eleito    | [ 36 ] |

## Filmografia

### Televisão
| Ano       | Título                        | Personagem                                       | Notas                       |
| --------- | ----------------------------- | ------------------------------------------------ | --------------------------- |
| 1998      | Fantasia                      | Garota Fantasia                                  |                             |
| 2012      | Salve Jorge                   | Joyce Guimarães (Jô / Lohana / Cylmara de Sousa) |                             |
| 2013      | Famoso Quem?                  | Repórter/Apresentador                            |                             |
| 2014-2017 | Programa Raul Gil             | Repórter                                         | Quadro: "Elas Querem Saber" |
| 2023      | Bake Off Brasil: Celebridades | Participante                                     | Temporada 3                 |

### Cinema
| Ano  | Título                  | Personagem | Notas        |
| ---- | ----------------------- | ---------- | ------------ |
| 2010 | Gretchen: Filme Estrada | Ele mesmo  | Documentário |
| 2014 | Copa de Elite           | Navalhada  |              |

#### Filmes Pornográficos
| Ano  | Título                     | Personagem | Notas          |
| ---- | -------------------------- | ---------- | -------------- |
| 2007 | Sádica                     | Thammy     | Também diretor |
| 2008 | Thammy & Cia               | Thammy     | Também diretor |
| 2008 | A Stripper dos Seus Sonhos | Thammy     | Também diretor |

## Discografia
| Ano  | Álbum de Estúdio                                                                                             |
| ---- | --- |
| 2001 | Lindo Anjo - Singles: "Ai é de Babar" "Fala Pra Ele" "Mordida de Amor" "Vivendo Assim" "Vai" "Cola na Minha" |